# 轅宣仲
轅 濤塗（えん とうと、生没年不詳）は、中国春秋時代の陳の政治家。姓は嬀、氏は轅、諱は濤塗、字は仲、諡は宣。『新唐書』宰相世系によると、陳の始祖の胡公の13世の孫であり、食邑として陽夏を賜った。祖父は嬀諸（字は伯爰）。

## 『春秋左氏伝』での略歴
紀元前656年、主君の陳の宣公と共に斉の桓公率いる諸侯連合軍に合流し、楚の屈完との会合（召陵の会）に参加した。会合からの帰途に際し、轅濤塗は鄭の申侯に、「諸侯連合軍が陳と鄭の間を通って帰るならば、二国にとって大きな負担になる。海沿いに帰還してもらったほうが良くないか」と言った。申侯が賛成したので、轅濤塗は桓公にこれを提案して許された。ところが申侯が心変わりして桓公に、帰りは陳と鄭の間を通り、二国に食料などを用意させるよう提案したため、桓公は喜んで申侯を賞するとともに、轅濤塗を逮捕し、陳に侵攻した。それを受けて陳が和議に応じたため、轅濤塗は釈放された。
翌年、轅濤塗は申侯に、彼が賜った虎牢に城壁を築くことを提案した。城壁が完成した後、轅濤塗は鄭の文公に「申侯が虎牢に城壁を築いたのは、鄭からの離反を計画しているからだ」と讒言した。文公はこれを信じ、申侯を処刑した。これにより、轅濤塗の復讐は達成された。
また、24年後の紀元前631年に晋が主催する翟泉の盟に参加した記録が残されており、長い間陳の大臣を務めたことが分かる。

## 子孫
轅濤塗の子孫も代々陳に仕えたが、紀元前484年、玄孫の轅頗が陳から鄭に亡命し、陳の大臣としての轅氏は終焉を迎えた。秦末のとき、轅頗の末裔の轅政は袁氏を名乗るようになり、さらに前漢末期から後漢初期に汝南袁氏と陳郡袁氏の二族に分かれた。この二族はそれぞれ大いに繁栄した。汝南袁氏は後漢時代に三公を多数輩出し、四世三公と称された。また、後漢末期には袁紹と袁術が出現し、それぞれ群雄として地方に割拠した。一方陳郡袁氏は魏晋南北朝時代に南朝の権門として栄え、数多くの人物が官僚や文人として活躍した。
『新撰姓氏録』によれば、浄村宿禰氏は陳濤塗の末裔であるとされる。